# Karl-Heinz Rummenigge
Karl-Heinz Rummenigge (født 25. september 1955 i Lippstadt, Vesttyskland) er en tidligere tysk fodboldspiller, der gennem 1970'erne og 1980'erne havde stor succes som angriber hos FC Bayern München i sit hjemland, samt hos italienske Inter Milan og Servette FC. Han vandt igennem sin karriere, der strakte sig fra 1974 til 1989, adskillige titler på både klub- og landsholdsplan, og modtog desuden flere individuelle hædersbevisninger.
Rummenigge vandt med Bayern München Bundesligaen i 1980 og 1981, DFB-Pokalen i 1982 og 1984, og Mesterholdenes Europa Cup i 1975 og 1976. I 1976 sikrede klubben sig desuden Intercontinental Cup. Tre gange blev han topscorer i Bundesligaen, og han blev i både 1980 og 1981 kåret til Europas bedste fodboldspiller. I 2004 blev han desuden udvalgt til FIFA 100, en kåring af de 125 bedste nulevende fodboldspillere gennem historien.
Rummenigge fungerer (pr. maj 2009) som sportsdirektør i sin gamle klub Bayern München.

## Landshold
Rummenigge nåede i løbet af sin karriere at spille hele 95 kampe og score 45 mål for Vesttysklands landshold, som han repræsenterede i årene mellem 1976 og 1986. I årene 1981-1986 var det desuden som holdets anfører.
Han var med til at blive europamester ved EM i 1980 efter finalesejr over Belgien, og var også med til at vinde sølv ved både VM i 1982 og VM i 1986. Derudover deltog han også ved VM i 1978 og EM i 1984.

## Titler
Bundesligaen
- 1980 og 1981 med Bayern München

DFB-Pokal
- 1982 og 1984 med Bayern München

Mesterholdenes Europa Cup
- 1975 og 1976 med Bayern München

Intercontinental Cup
- 1976 med Bayern München

EM i fodbold
- 1980 med Vesttyskland